# Fränefloka
Fränefloka (Helosciadium nodiflorum) är en växtart i släktet krypflokor (Helosciadium) och familjen flockblommiga växter.

## Namn
Arten beskrevs av Carl von Linné som Sium nodiflorum och fick sitt nu gällande namn av Wilhelm Daniel Joseph Koch 1824. I World Flora Online har fräneflokan det vetenskapliga namnet Apium nodiflorum och anses tillhöra släktet sellerier (Apium).

## Beskrivning
Fräneflokan är en späd, perenn ört som växer på våta lokaler. Den har glänsande blad med 4–6 ovala eller lansettlika småblad. Blomflockarna är små och nästan oskaftade, och växer ut mitt för bladen. Varje blomma i flocken är mycket liten, omkring en halv millimeter. Blomningen sker i juni till september.
Fräneflokan är snarlik källfräne, Nasturtium officinale, som den ofta växer ihop med.

## Utbredning
Fräneflokan växer vilt i Europa, Nordafrika, Mellanöstern, på Arabiska halvön, i Centralasien och ända till Pakistan. Den har från sitt ursprungliga utbredningsområde spritt sig till flera andra platser i världen. Arten förekommer tillfälligt i Sverige, men reproducerar sig inte.